# There Is No Game: Wrong Dimension
There Is No Game: Wrong Dimension (с англ. — «Здесь нет игры: Неправильное измерение») — приключенческая компьютерная игра в жанре головоломки, разработанная Draw Me A Pixel во Франции и выпущенная для Windows и MacOS 6 августа 2020 года. Она является идейным продолжением предыдущей игры Паскаля Каммизотто There is No Game, победительницы Construct геймджема в 2015 году, которую он создал под ником KaMiZoTo. Некоторые называют новую игру сиквелом, но корректнее будет назвать её расширенной версией своего предшественника.

## Сюжет
После запуска игры сама «Игра», представленная в качестве закадрового голоса, убеждает не играть и активно пытается остановить игрока, хотя и не объясняет почему. Преодолев множество препятствий, на скорую руку сделанных Игрой, игрок запускает программу, которая создаёт пространственный разлом и вдобавок программную аномалию. Она называет себя «мистер Глюк» и заявляет о своём намерении сделать с миром что-то ужасное — комедии придаёт тот факт, что на протяжении всей игры его план никогда не будет услышан из-за разных причин, например рекламы или помех.
Затем Игра и игрок переносятся через различные игры — сначала в классический point’n’click-квест (своим стилем напоминающий Day of the Tentacle) с главным героем Шерлоком Холмсом, затем в «адвенчуру», похожую на The Legend of Zelda, которая называется «Легенда о секрете». После завершения второй игры появляется мистер Глюк и устраивает Игре с игроком западню, модифицируя Легенду о секрете в раздражающую условно-бесплатную игру, забитую рекламой и лутбоксами. Пройдя её, игрок с Игрой попадают в финальные титры, где застрял мистер Глюк; после его освобождения Глюк обманывает Игру и издевается над ним, при этом случайно освобождает ДжиДжи. ДжиДжи (англ. GG — аббревиатура от Global Gameplay) была партнёром Игры и главным элементом геймплея, пока создатель не решил разделить их — а без геймплея, как нам и сообщают в названии, игры больше нет. Пользователю, Игре и ДжиДжи не остаётся ничего, кроме как войти в следующий портал и проследовать за мистером Глюком.
Портал ведёт обратно на главный экран оригинальной «не игры». Игра не находит рядом ДжиДжи, и, обезумевший и убитый горем, он призывает игрока выйти из игры; когда игрок отказывается, Игра в ярости пытается удалить файл сохранения. Когда игрок создаёт протечку памяти, они вместе попадают в следующий портал, ведущий к мобильному телефону, который принадлежит оригинальному разработчику игры, Создателю (его играет сам Каммизотто), где они снова сталкиваются с ДжиДжи. Когда у создателя кончились деньги на разработку, он решил отложить Игру и переделать ДжиДжи в мобильную игру с GPS-механикой по типу игры Ingress. После того как Игра устанавливает контакт с Создателем, ДжиДжи обнаруживает, что мистер Глюк вышел в мир и вызывает сбои в глобальной вычислительной системе. В попытке исправить Игру создатель решает снова объединить его с Джиджи; с помощью игрока они удерживают мистера Глюка, пока Создатель печатает код для объединения программ. ДжиДжи и игра снова становятся полноценной функциональной игрой.
ДжиДжи предлагает Игре позволить игроку наконец-то поиграть, но Игра настаивает на том, что мистер Глюк всё ещё опасен, поэтому предоставляет выбор самому игроку — либо запустить игру (от чего могут возникнуть «ужасные последствия»), либо её удаление. Если игрок решает играть, игра загружается, но тут же устройство игрока выходит из строя, и снова появляется мистер Глюк. Если игрок решает удалить игру, Игра драматически разыгрывает удаление, чтобы игрок вышел и оставил его наедине с ДжиДжи, но он обнаруживает, что игрок всё равно остался.

## Геймплей
Игра в первую очередь является point’n’click головоломкой, которая отдаёт дань уважения различным играм, включая Pac-Man, The Legend of Zelda и классические Point’n’click, такие как Day of the Tentacle. В ней есть система подсказок, а также вербальные и невербальные подсказки для решения головоломок. В игре присутствует английская озвучка и субтитры на различных языках, включая родной французский язык Каммизотто.

## Критика
Игра была хорошо встречена как игроками, так и критиками, получила оценку «изумительно» от StopGame.ru, а также 10 из 10 от The Digital Fix и 17 из 20 от Jeuxvideo.com. Её рейтинг игроков на Metacritic составляет 9.7 из 10.
| Иноязычные издания    | Иноязычные издания |
| Издание               | Оценка             |
| --------------------- | ------------------ |
| The Digital Fix       | 10/10              |
| Jeuxvideo.com         | 17/20              |
| Русскоязычные издания |                    |
| Издание               | Оценка             |
| StopGame.ru           | Изумительно        |

### Комментарии
1. ↑  Здесь: Игра — персонаж мужского пола.